# エンシュウハグマ
エンシュウハグマ（遠州白熊、学名：Ainsliaea dissecta）は、キク科モミジハグマ属の多年草。別名、ランコウハグマ。

## 特徴
地下茎は細く横に這い、節がある。茎は紫褐色で、直立して分枝せず、高さ10-33cmになる。葉は茎の下部にやや輪生状になって多数つき、葉身の外回りは円形で、長さ2.3-6.5cmになり、掌状に3-5深裂し、各裂片はさらに2-3中裂するか鋸歯になり、基部は心形になる。葉の両面はほぼ無毛またはやや細毛があり、鮮緑色をしている。葉柄は長さ2.5-8.5cmになる。
花期は9-10月。頭状花序は花茎に総状または複総状につき、頭花の径は8mm。花柄は長さ3-4mmになり、微細な苞を多数つける。総苞は長さ10mmの狭筒型、総苞片は多列あって覆瓦状に並び、その先端は鋭く、総苞外片は卵形、総苞内片は線形となり、長さ1mm。1頭花あたりの小花は3個あり、花冠は5深裂し、花冠裂片は白色または淡いピンク色で長さ14mm、筒部の長さは6.5mmになる。果実は痩果になり無毛。冠毛は羽毛状になり長さ約8mmになる。

## 分布と生育環境
日本固有種。静岡県、愛知県に分布し、山地のやや乾いた木陰、林内に生育する。稀ではあるが、三重県にも分布する。

## 名前の由来
和名 エンシュウハグマは、「遠州白熊」の意。静岡県の西部に多いので「遠州」、「白熊（ハグマ）」とは、高僧が使う仏具である白い毛の払子、兜につける白い飾り、槍の柄の飾りなどにつけるヤクの尾の毛でつくった飾りをいい、花冠の細長い裂片が卍形に回転しかけているようすをそれに見立てたもの。
種小名（種形容語）dissecta は、「多裂した」「全裂した」の意味。

## ギャラリー

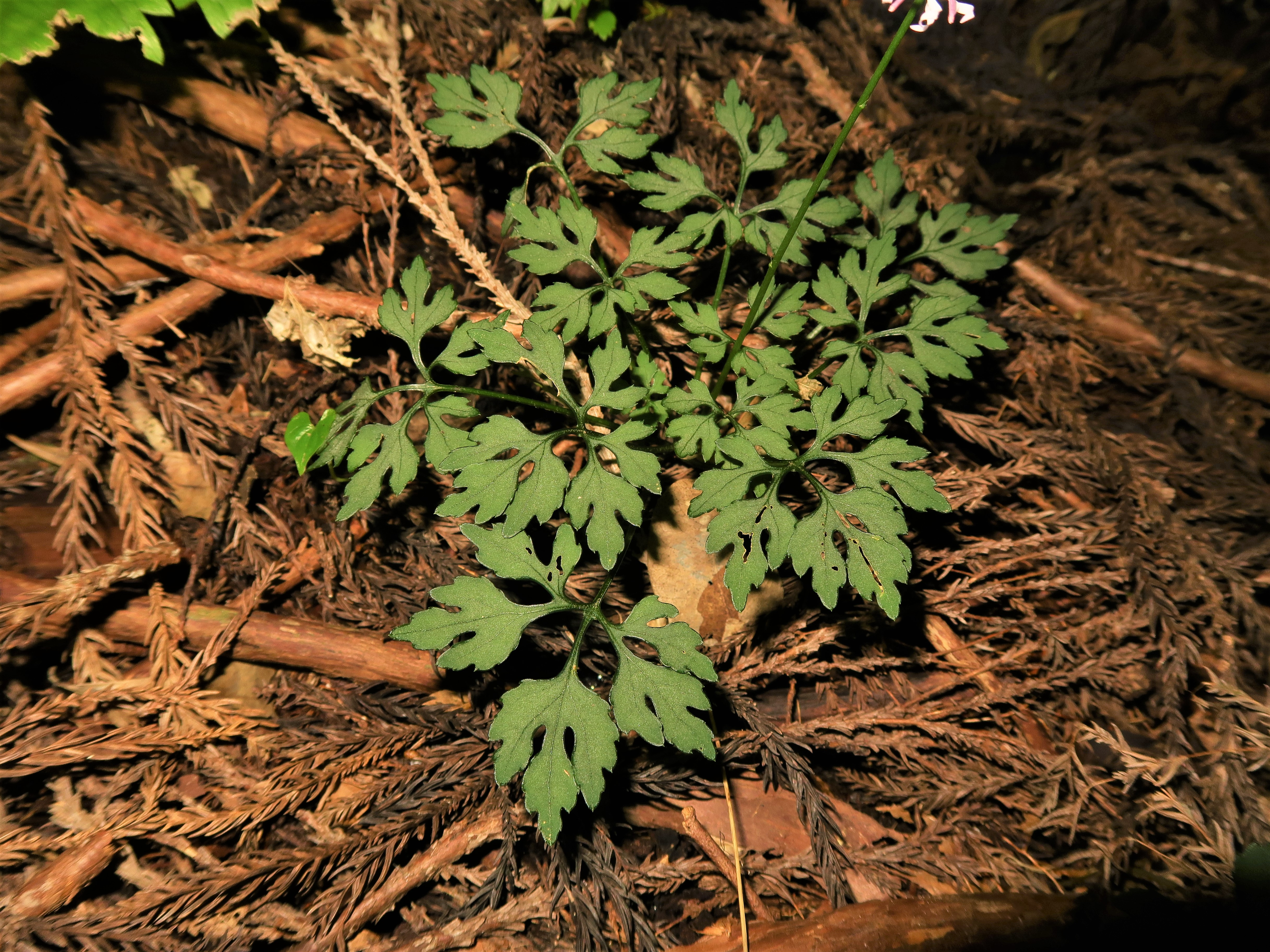
葉は茎の下部にやや輪生状になって多数つき、葉身の外回りは円形で、掌状に3-5深裂し、各裂片はさらに2-3中裂し、基部は心形になる。
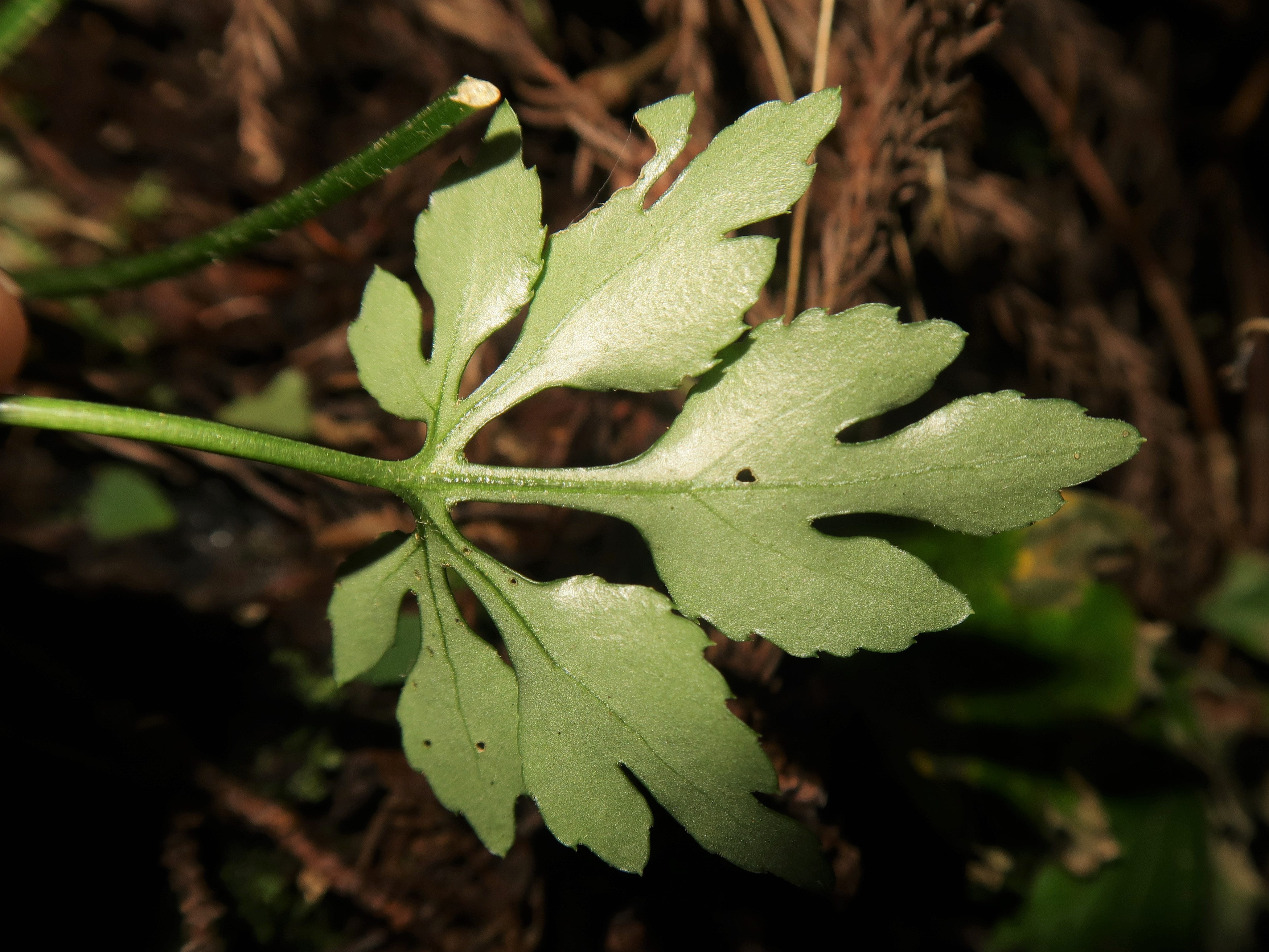
葉の裏面。この個体は無毛。
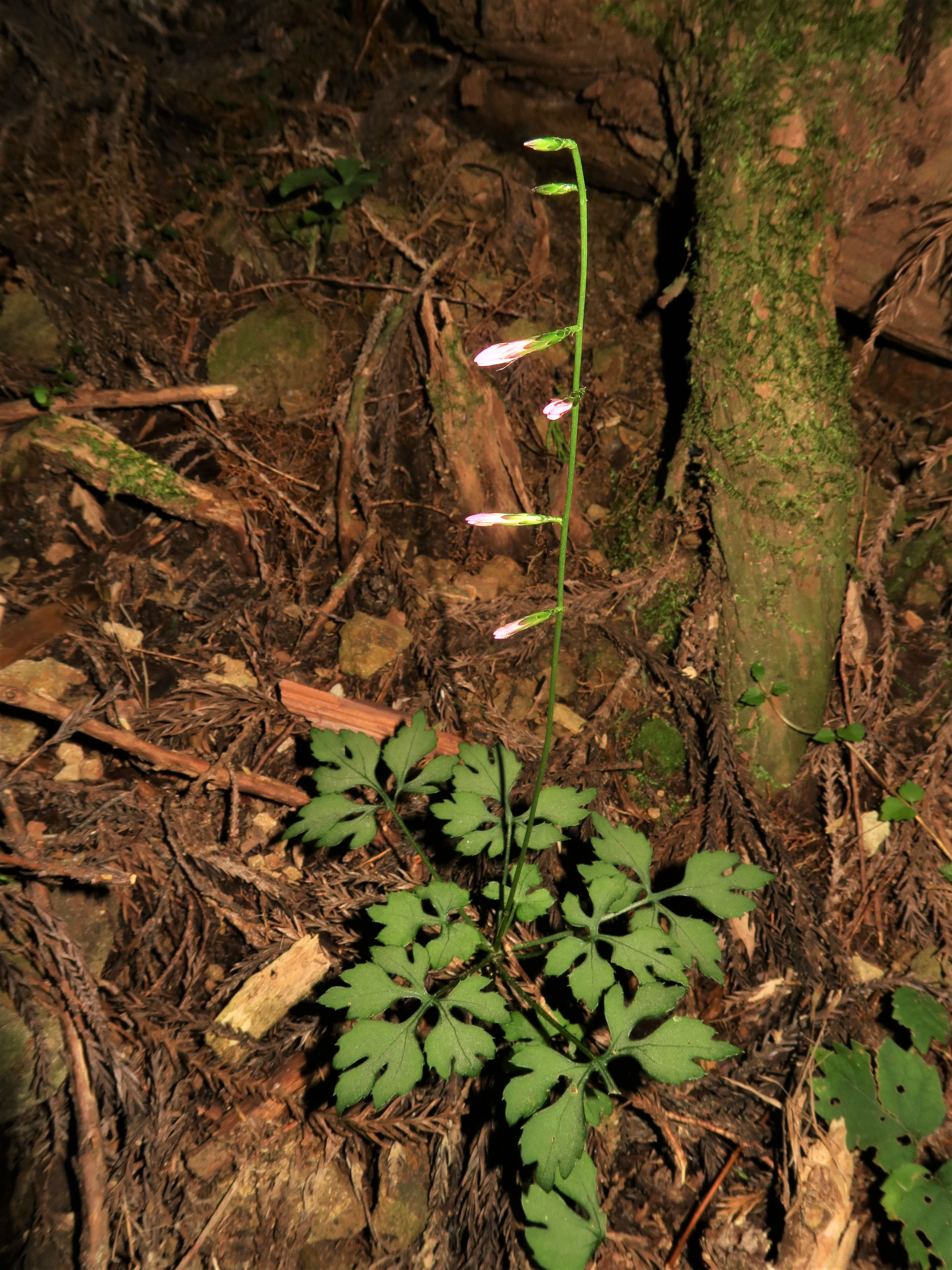
花がつぼみのもの。総苞は狭筒型、総苞片は多列あって覆瓦状に並ぶ。
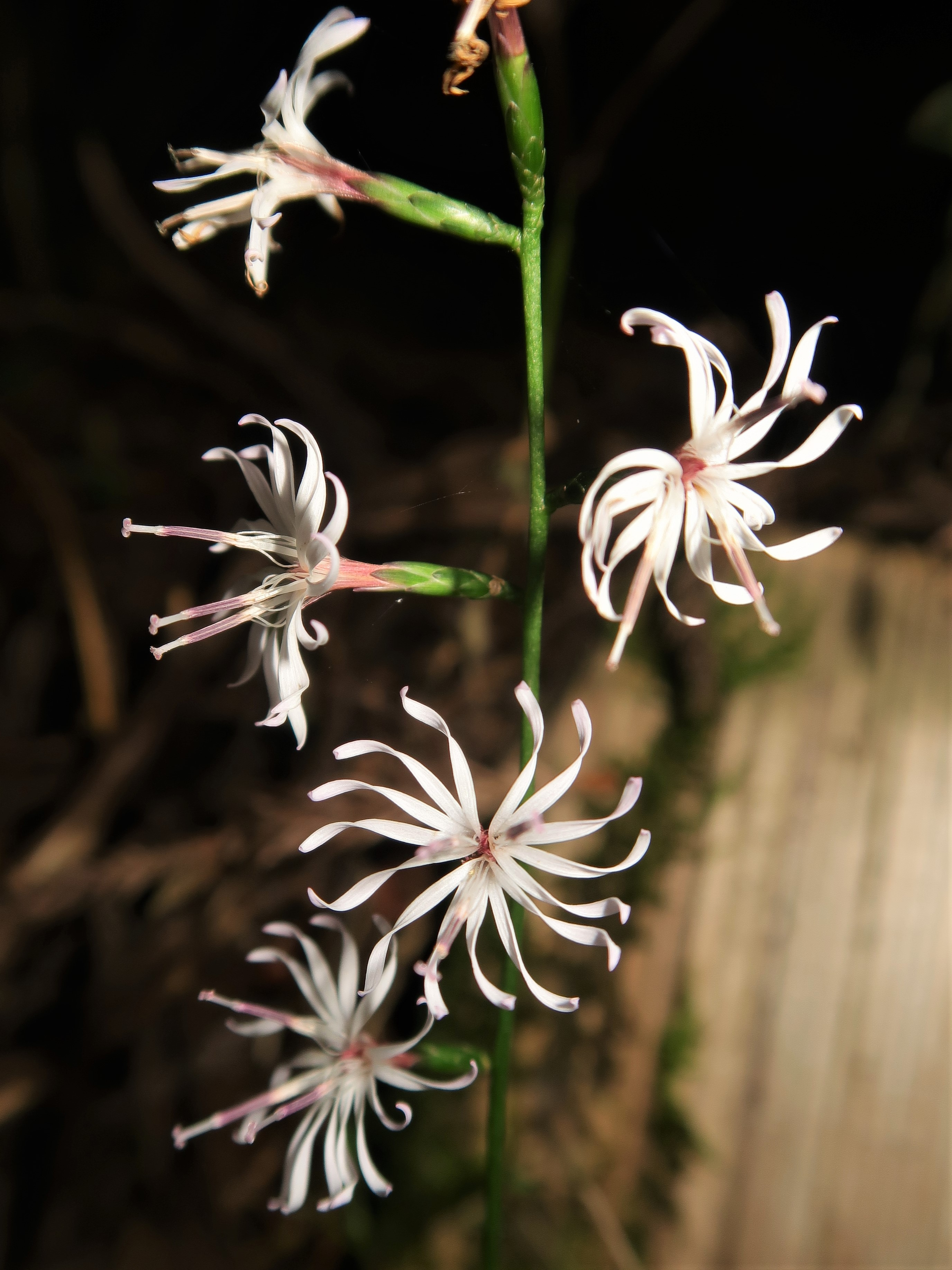
1頭花あたりの小花は3個あり、花冠は5深裂するため、1花あたり15の花冠裂片（または花弁）をもった花に見える。

## 下位分類
- マルバエンシュウハグマ Ainsliaea dissecta Franch. et Sav. f. acerifolia Sugim.[8] -  タイプ標本の採集地は静岡県秋葉山[8]。品種名  acerifolia は、「カエデ属 (acer)に似た掌状の葉の」の意味[9]。
- ムラサキエンシュウハグマ Ainsliaea dissecta Franch. et Sav. f. purpurascens Sugim.[10] - タイプ標本の採集地は静岡県榛原郡（旧）金谷町（現、島田市）[10]。品種名 purpurascens は「淡紅紫色の」「やや紫色がかった」の意味[9]。